# Tomka István
Tomkaházi, folkusfalvi és bisztricsai Tomka István (írásváltozata Thomka, szlovákul Stepan Tomka, külföldön Stephan Tomka) (Bucsány, 1855. január 17. – Budapest, 1923. december 16.) zongoraművész és -tanár. A Nemzeti Zenedének hosszú időn át tanára, majd igazgatója. Több generációnyi zongoristát indított el a pályán.

## Élete
A bécsi Gesellschaft der Musikfreunde Konzervatóriumában tanult Josef Dachs (1827–1896) növendékeként. Tanulmányai végeztével európai koncertkörutat tett.
1888-ban telepedett le Budapesten, és a Nemzeti Zenede tanára lett. Bartay Ede 1901-es halálakor az intézmény egyik igazgatói posztját is elfoglalta.

## Neves tanítványai
- Lehár Ferenc
- Poldini Ede
- Stefániai Imre
- Wehner Géza
- Weisz Ferenc[6]